# Episodi di Storia di una famiglia perbene (seconda stagione)
La seconda stagione della serie televisiva Storia di una famiglia perbene, composta da 4 episodi, è stata trasmessa in prima visione e in prima serata su Canale 5 ogni venerdì dall'11 ottobre al 1º novembre 2024.
| nº | Titolo          | Prima TV         |
| -- | --------------- | ---------------- |
| 1  | Prima puntata   | 11 ottobre 2024  |
| 2  | Seconda puntata | 18 ottobre 2024  |
| 3  | Terza puntata   | 25 ottobre 2024  |
| 4  | Quarta puntata  | 1º novembre 2024 |

## Prima puntata
- Diretto da: Stefano Reali
- Soggetto e sceneggiatura di: Mauro Casiraghi ed Eleonora Fiorini

### Trama
Antonio è sopravvissuto ma i medici non sono riusciti ad estrargli il proiettile dalla spalla. Michele, finito chissà perché in carcere, viene preso di mira dagli albanesi, i quali lo aggrediscono continuamente in quanto lo considerano un infame mentre i fratelli e il padre sono ancora latitanti. Nonostante le percosse continue, il giovane conciato male si rifiuta di farsi medicare in infermeria, poiché è convinto che se uscisse dalla sua cella sarebbe una preda ancora più facile. Guido Palmisano, boss emergente insieme ai suoi uomini, cerca di mettere le mani sugli affari di Straziota. Nel quartiere, negli ultimi tempi, diversi ragazzini affascinati dal mondo della malavita, non vedono l'ora di essere considerati, e alcuni di loro stanno con gli Straziota e altri con i Palmisano. Per quanto riguarda Maddalena, si scopre che ha abortito per la rabbia. Nel frattempo Maria, rimasta incinta dopo il loro ultimo rapporto, partorisce il piccolo Antonio, e Michele, dopo che Maria riesce a farglielo vedere in carcere, le chiede di tenerlo lontano da sua madre che lo ha ripudiato per averli traditi. Il piccolo però porterà il cognome della madre, per volontà di Michele. Poco dopo nelle docce del carcere, il ragazzo finisce di nuovo nelle grinfie degli albanesi di Boci che gli bruciano la faccia con la soda caustica. Il colonnello Zara si presenta a casa dei De Santis per comunicare che il ragazzo è appena morto in ospedale. I fratelli e il padre di Michele, non sembrano turbati dalla notizia dato che il ragazzo li aveva traditi, ma è evidente che in fondo sono tristi. Al funerale di Michele, sua madre considera i De Santis i colpevoli della morte di Michele, ritenendo che loro lo hanno fatto diventare un infame, e Maria risponde che non è così perché Michele non si è mai sentito uno Straziota; inoltre vorrebbe prendere in braccio il piccolo Antonio ma gli viene negato dato che questa è la volontà di Michele. In realtà il giovane Michele è tenuto nascosto dal colonnello Zarra perché vuole infiltrarlo nel clan con una nuova identità: il Michele infatti deve essere sottoposto a una delicata operazione per avere una faccia nuova: alcune sue cellule non si sono ustionate, quindi l'obiettivo del chirurgo è nutrirle per far si che si moltiplichino, in modo che operazione dopo operazione Michele dovrà rimettersi in forze; Il problema è che lui non potrà riavere la sua faccia, ma avrà una faccia nuova, e anche la sua voce sarà diversa dato che le sue corde vocali sono ustionate. Potrà rivedere Maria ma non potrà mai dirle la verità, almeno fino a quando il suo compito da agente infiltrato non sarà concluso. Intanto, Angelica medita di ottenere l'affidamento l'esclusivo del suo nipotino, screditando, con l'aiuto del suo avvocato, Maria come madre. 
Un anno dopo. Michele ha ormai recuperato dall'operazione alla faccia ed è pronto a infiltrarsi con la nuova identità di Francesco Falco, un giovane imprenditore che si occupa di acquistare e riqualificare immobili abbandonati. Nel frattempo Maria fonda un'associazione culturale nell'oratorio del quartiere per allontanare i ragazzini come Donato dalla malavita ma dopo poco tempo i figli di Straziota danno fuoco alla sede. La ragazza non demorde e con l'aiuto di Alessandro Zarra trova uno stabile abbandonato, lo stesso acquistato da Francesco Falco. Quest'ultimo prima salva la madre di Maria nei vicoli nel bel mezzo di uno scontro tra Rocchino e due uomini di Palmisano colpendo in positivo i De Santis e poi incontra la signora Straziota tramite Maddalena con l'obiettivo di entrare in affari con loro. Nel frattempo Antonio, desideroso di scoprire il nascondiglio di Nicola Straziota, si mette alla sua ricerca; in seguito su indicazione del collega Pinuccio che a volte si aggira in barca proprio da quelle parti, scopre il nascondiglio, e così si imbatte in Nicola che gli punta una pistola contro.
- Ascolti: telespettatori 2 167 000 – share 13,30%[4].

## Seconda puntata
- Diretto da: Stefano Reali
- Soggetto e sceneggiatura di: Mauro Casiraghi ed Eleonora Fiorini

### Trama
Nicola e Antonio vengono alle mani sulla barca e la colluttazione viene interrotta da una sparo partito dalla pistola di uno dei figli di Straziota che colpisce De Santis. Poco dopo Francesco Falco alias Michele Straziota scorge l'imbarcazione e raggiunge il pescatore che muore tra le sue braccia dopo aver saputo dal ragazzo chi è veramente. La famiglia De Santis è a pezzi e se la prende con i Carabinieri, in quanto li incolpano di non far valere la giustizia nei loro confronti. Francesco è ancora più determinato a fermare il padre, ma i Carabinieri gli fanno capire che loro vogliono arrivare soprattutto a Palmisano e ai pesci più grandi che stanno sopra di lui, ma il ragazzo si arrabbia perché si chiede quante altre vittime innocenti dovranno morire prima che le forze dell'ordine raggiungano i loro obiettivi. Francesco cerca di stare vicino a Maria e tra i due scatta la scintilla; il ragazzo si inventa di aver conosciuto Michele in carcere ma non si accorge che Sabino lo sta ascoltando. Una sera, Francesco viene prelevato dai figli di Straziota, ovvero i suoi fratelli, e viene portato al cospetto del boss nel suo nascondiglio dove i due hanno un primo incontro per capire come fare affari insieme. Francesco si avvicina poi anche a Palmisano dopo aver agganciato la figlia in palestra. A rovinare i piani ci pensa però Sabino che riferisce ad Angelica Straziota ciò che ha sentito dire da Francesco a Maria. La moglie del boss vuole vederci chiaro e capire chi è veramente Falco e cerca intanto di incastrare Maria per toglierle il bambino: fornisce della droga a Sabino, il quale la mette di nascosto nella culla del piccolo durante le prove di teatro; Donato però l'ha visto (è quindi l'unico testimone). In quel momento arriva il maresciallo Lorusso con i suoi colleghi per dei controlli, tra cui i permessi, e trova così la droga nella culla. Maria, in quanto madre del bimbo, viene presa e portata al comando, sotto lo sguardo sbigottito dei presenti.
- Ascolti: telespettatori 2 298 000 – share 13,80%[5].

## Terza puntata
- Diretto da: Stefano Reali
- Soggetto e sceneggiatura di: Mauro Casiraghi ed Eleonora Fiorini

### Trama
Maria viene interrogata in caserma senza conseguenze immediate; Zarra cerca di tranquillizzare Michele il quale convince Nicola Straziota delle sue buone azioni. Angelica Straziota si complimenta con Sabino e si raccomanda affinché il ragazzo continui a frequentare la compagnia di Maria. La ragazza una sera legge una vecchia lettera di Michele nella quale il ragazzo si lamentava di essere rimasto solo in cella e, dopo aver parlato con un suo vecchio compagno, si insospettisce ancor di più, in quanto egli non ha mai sentito parlare di Francesco Falco, ed è impossibile che Michele l'abbia conosciuto. Nel frattempo, a casa De Santis si presentano i servizi sociali per valutare le condizioni in cui sta crescendo il figlio di Maria, la quale però li manda via seccata; Angelica Straziota presenta istanza per l'affidamento di Nino. Teresa e il figlio Giuseppe si precipitano alla villa della donna per discutere della questione ma, sentendosi provocato, il ragazzo colpisce Angelica e Rocchino; in quel momento sopraggiunge una volante della polizia chiamata dall'avvocato della donna che ha anche filmato la scena. È stata proprio l'avvocatessa a suggerire loro di provocarli, poiché sapeva che loro avrebbero reagito con le mani. Nel processo per direttissima, il ragazzo viene condannato a 18 mesi per lesioni mentre in un altro procedimento il bambino viene affidato alla nonna Angelica. Nel frattempo, il primo incontro organizzato da Francesco tra gli Straziota e Palmisano finisce male perché Carlo, uno dei figli di Nicola, tira fuori una pistola e uno sparo ferisce lievemente Falco. Quest'ultimo, viene portato a casa Straziota dove un medico gli cura la ferita, scampandosela con 8 punti. Durante una dormita per recuperare le forze, Maddalena lì presente, nota il tatuaggio che Francesco ha dietro la spalla, sotto al quale è presente la cicatrice di un proiettile, ricordando che Michele, prima di finire in carcere era stato sparato proprio in quel punto; ed è così che comincia ad avere sospetti su di lui. Gli chiede cosa gli sia successo alla spalla, ma lui racconta una scusa poco credibile. Più tardi, Sabino ammette davanti a Francesco di aver tradito Maria e di aver messo la droga nel passeggino. Francesco, in un primo momento si reca a casa Straziota, dove è presente anche Nicola (che a suo dire sentiva la mancanza di casa), dove discute sull'iniziativa di Carlo di ammazzare Palmisano. Nicola è arrabbiato con Carlo perché ha compromesso la potenziale tregua che poteva venirsi a creare con Palmisano, ma per guadagnare la fiducia di quest'ultimo, Francesco suggerisce di cacciare Carlo sia dall'affare che dall'intera famiglia, altrimenti farà affari solo con lui; Nicola, riconoscendo il suo coraggio nel fare una tale richiesta, accetta cacciando via Carlo, e anche Salvo lo minaccia di morte se dovesse rivederlo. Dopodiché si reca da Palmisano convincendolo a dare una seconda possibilità a Straziota. In un secondo momento invece, si reca da Angelica, scoprendo che il piccolo Nino (suo figlio) è ora affidato a lei; suggerisce che mettere Maria in agitazione per l'affidamento potrebbe mettere in difficoltà i loro affari, ma Angelica afferma che la giovane non può fare granché, poiché la legge è dalla sua parte. Il bambino sta piangendo ma non appena Francesco lo prende in braccio, il piccolo si calma: è evidente che quello sia il richiamo del sangue. Maddalena, alla vista di tale scena, s'insospettisce, e i suoi dubbi sull'identità di Francesco si fanno ancora più accesi. Intanto, Maria è scoraggiata e dopo quello che è successo non se la sente più di dare lo spettacolo teatrale, ma tutti i ragazzi arrivano a casa sua, e la convincono a non demordere. Così tengono lo spettacolo proprio sotto al ristorante di Angelica Straziota, dove al termine Maria chiede ad Alessandro di sposarla, e Francesco ci rimane visibilmente male. Maddalena, notando la sua reazione, inizia a sospettare che Francesco Falco sia proprio Michele Straziota e lo confessa a Carlo, che gli spiega tutti i suoi sospetti: la cicatrice dietro la spalla, il fatto che conosca cose che solo Michele sapeva, il fatto che ami Maria, il fatto che non può essere stato difficile fare una plastica facciale, e che nessuno, sua madre compresa, lo abbia visto morto con i propri occhi. All'alba del giorno dopo quindi, Carlo fa riesumare la bara e ha conferma quando scopre che il corpo di suo fratello non c'è. Carlo, in un confronto con Maddalena in casa, non vuole avvertire per il momento i genitori, ma vuole tendere un'imboscata a Francesco. Sabino sente tutto e scappa, cercando di avvertire Francesco del pericolo imminente, ma Carlo lo insegue e gli spara. Il ragazzo viene soccorso da Maria e le confessa di averla tradita per volere di Angelica, e che Francesco Falco è innamorato di lei, prima di morire tra le sue braccia. Francesco intanto si reca al casolare all'appuntamento con Maddalena, ma per lui è in arrivo una trappola. Dopo che legge un biglietto dove scopre che la sua identità è stata scoperta, Maddalena lo chiude dentro chiamando Carlo dicendogli di arrivare.
- Ascolti: telespettatori 2 153 000 – share 13,30%[6].

## Quarta puntata
- Diretto da: Stefano Reali
- Soggetto e sceneggiatura di: Mauro Casiraghi ed Eleonora Fiorini

### Trama
Carlo Straziota affronta Francesco Falco credendo che sia suo fratello Michele e quando sta per avere la meglio viene ucciso da Maddalena. Francesco promette a Maddalena che essendogli debitore della vita la farà fuggire in Argentina e fanno credere a Salvo che siano stati i Palmisano. Francesco approfitta della situazione per convincere ancora Nicola Straziota ad incontrarsi con i Palmisano. Nicola accetta, convinto che possa uccidere il rivale. Maria viene interrogata da Lorusso sulla morte di Sabino e Gabriella, il suo avvocato, le propone di lasciare la Puglia per avere più probabilità di vittoria in appello su Angelica Straziota per riavere suo figlio Nino, ma Maria non vuole lasciare la sua terra. Donato scopre che sua madre Stella è scappata dalla clinica in cui era ricoverata e che è tornata sulla strada, ma quando la raggiunge viene sequestrato dagli scagnozzi di Palmisano. Francesco ammette a Maria di amarla, ma nello stesso momento ha una colluttazione violenta con Alessandro, e si arrende quando quest'ultimo gi dice che lui e Maria si sposeranno. Francesco riesce a convincere Guido Palmisano a trattare con gli Straziota. Guido finge di accettare, ma in realtà nell'incontro intende uccidere Falco, pensando che sia stato lui ad uccidere Carlo Straziota. Alessandro sente una discussione tra suo padre e Francesco e frugando tra i documenti di suo padre scopre la copertura di Francesco Falco, così "ricatta" suo padre che non rivelerà dell'identità di Falco se lui non si opporrà al suo matrimonio con Maria. Nel frattempo Maria va alla ricerca di Donato che ha fatto sparire le sue tracce e va da sua madre, che le dice che è stato prelevato dai Palmisano. Guido vuole obbligare Donato ad uccidere Francesco Falco ritendendolo un traditore. Il ragazzo rifiuta, non vuole sporcarsi di sangue, ma Guido gli confessa di essere suo padre e di non avere altre alternative. Francesco rivela a Maria di lavorare sotto copertura per il colonnello Zarra e di essere mediatore tra gli Staziota ed i Palmisano, pur non rivelando di essere Michele. Maria gli impone di liberare Donato, ma Francesco le dice di aspettare il giorno della retata ed inoltre le chiede di non sposare Alessandro. Maria resta però ferma sulle proprie convinzioni dicendo che la vita di Donato è più importante. Intanto i Carabinieri organizzano la retata per catturare gli Straziota ed i Palmisano. Francesco intanto si reca dagli Straziota per organizzare l'incontro con i Palmisano; finge di inserire delle piastre sotto le loro macchine da dove inserire delle pistole da estrarre per sparare ai Palmisano, ma in realtà le carica a salve. Quindi organizza la fuga per l'Argentina di Maddalena dandole i soldi che Nicola Straziota gli ha dato come anticipo, promettendole che la raggiungerà appena il suo ruolo di infiltrato sarà finito.
È giunto il giorno del matrimonio tra Maria ed Alessandro. Nello stesso momento però è in atto la retata per catturare le due bande rivali, e viene informato il colonnello Zarra, che abbandona la cerimonia. Maria si ricorda delle parole di Francesco, che avrebbe ritrovato Donato con l'aiuto dei Carabinieri, e fugge dall'altare al momento del sì cercando di inseguire l'auto del colonnello Zarra, aiutata da sua madre Teresa. Intanto si ritrovano gli Straziota ed i Palmisano nel luogo prestabilito per la resa dei conti definitiva: come d'accordo l'incontro dev'essere disarmato, così tutti ripongono le armi nei bagagliai delle loro auto con Francesco che farà da mediatore. I Palmisano però portano con se Donato con l'intenzione di uccidere Francesco, ma all'ultimo momento rivolta la pistola contro suo padre. Nello stesso momento arriva Maria che supplica Donato di non sparare: ne parte un colpo accidentale che ferisce il ragazzo. Gli Straziota preparano l'attacco ai Palmisano ma scoprono che le loro pistole che tenevano nascoste sono state caricate a salve: nello stesso momento irrompono gli uomini di Zarra. I Palmisano vengono catturati grazie anche ad un agente che si era infiltrato nella banda in incognito, mentre gli Straziota cercano ancora la fuga inseguiti da Francesco e subito dopo da Maria. Francesco rivela a Nicola, in fuga sulla barca, di essere suo figlio Michele. Nicola sentendosi tradito una seconda volta vorrebbe vendicarsi ed ucciderlo, ma nello stesso momento viene raggiunto da un colpo mortale sparato da Zarra, mentre Salvo ed Angelica vengono arrestati. Il colonnello Zarra capisce che stavolta niente potrà impedire il matrimonio tra Maria e Michele, ormai ripresosi la sua identità, ed in un lieto finale i due si sposano, con Maria che ha finalmente riottenuto Nino, e Donato che può uscire dall'ospedale e ricongiungersi a sua madre ed a sua sorella.
- Guest: Andrea Arru (Michele Straziota a 13 anni), Silvia Rossi (Maria De Santis a 13 anni).

- Ascolti: telespettatori 2 134 000 – share 12,40%[7].